# أياكو هامادا
أياكو هامادا (باليابانية: 浜田文子) هي مصارعة محترفة مكسيكية، ولدت في 14 فبراير 1981 في مدينة مكسيكو في المكسيك.

## وصلات خارجية
- أياكو هامادا على موقع CageMatch worker (الإنجليزية)
- أياكو هامادا على موقع قاعدة بيانات المصارعة على الإنترنت (الإنجليزية)
- أياكو هامادا على موقع عالم المصارعة على الإنترنت (الإنجليزية)
- أياكو هامادا على موقع عالم المصارعة على الإنترنت (الإنجليزية)

- أياكو هامادا على موقع IMDb (الإنجليزية)